# Shaw and Crompton
Shaw and Crompton – civil parish w dystrykcie metropolitalnym Oldham, w hrabstwie Wielki Manchester, Anglia. W 2011 roku civil parish liczyła 21 065 mieszkańców. Leży 16 km na północ od Manchesteru oraz 3,2 km na północ od Oldham. W obszar civil parish wchodzą także Shaw i Crompton.
W Shaw and Crompton produkowano bawełnę podczas rewolucji przemysłowej.

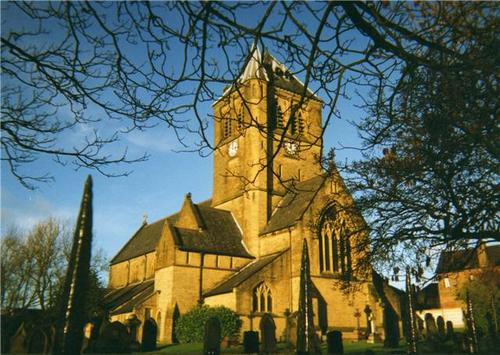
Kościół